# Bernard Gariépy Strobl
Bernard Gariépy Strobl é um sonoplasta e diretor de som canadense. Foi indicado ao Oscar de melhor mixagem de som na edição de 2017 pelo filme Arrival, ao lado de Claude La Haye. Destacou-se também por seu trabalho em Le violon rouge e Monsieur Lazhar.